# 西大龙口河

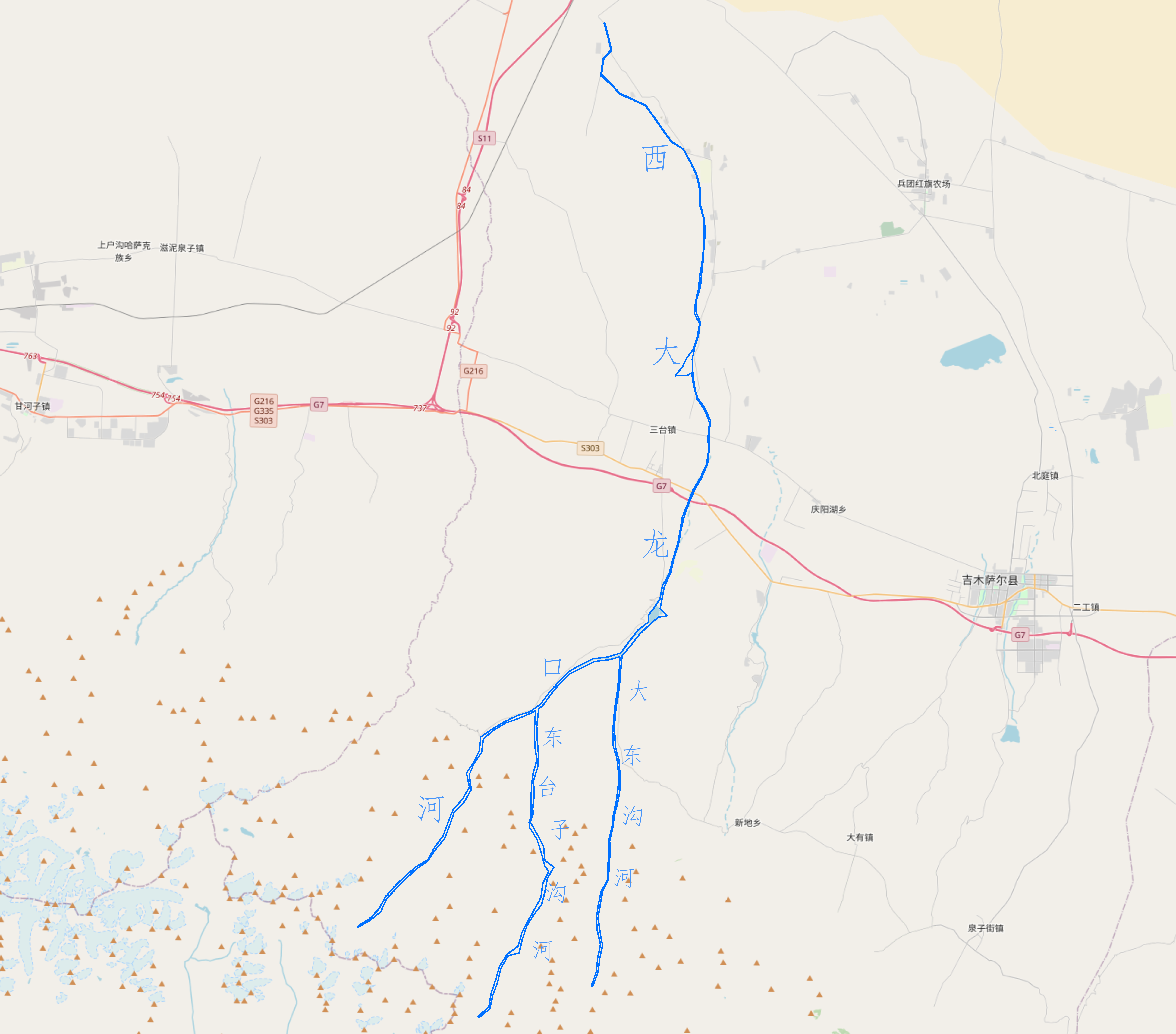
西大龙口河管理范围

西大龙口河，流经中华人民共和国新疆维吾尔自治区昌吉回族自治州吉木萨尔县西部，属于博格达山北麓水系中的一条内流河，源流称大三台子沟，发源于天山山脉博格达山北坡山脊附近的小型冰川尾部，自西向东流，右纳小三台子沟后转东北流，经三台镇潘家台子村、喇嘛昭村、西大龙口水库后出山口，山口以下河流呈散流状继续向北穿过京新高速公路（G7），经三台镇、羊圈台子村、八家地村、八家地水库、东地村、老庄湾村后耗尽在沙漠南缘。西大龙口水库以上河长39千米，集水面积371平方千米，年均径流量0.7亿立方米。2020年吉木萨尔县人民政府公布的《吉木萨尔县关于公布河道管理范围的公告》中公告的西大龙口河管理范围起自小三台子沟汇合口附近，终到老庄湾村西北约1千米处，长度为139千米。